# Sebastian Bohren

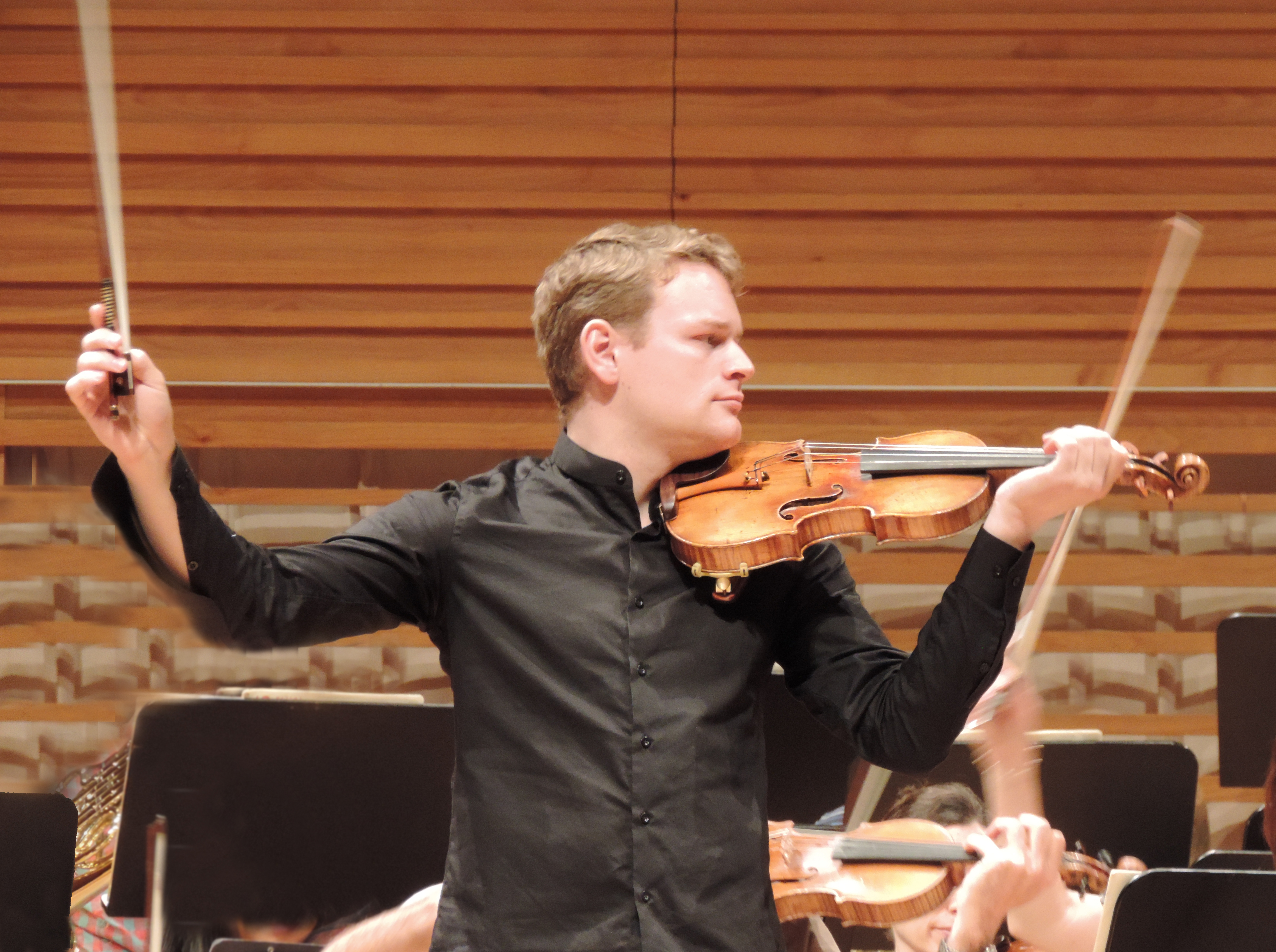
Sebastian Bohren 2014 bei einer Probe im KKL Luzern

Sebastian Bohren (* 1987 in Winterthur) ist ein Schweizer Geiger.

## Leben
Nach anfänglichem Violinunterricht bei Markus Lehmann war Sebastian Bohren Schüler von Jens Lohmann am Konservatorium Zürich. Er studierte bei Robert Zimansky und bei Zakhar Bron an der Musikhochschule Zürich, bei Igor Karsko an der Luzerner Musikhochschule sowie bei Ingolf Turban an der Musikhochschule München. Weiter begleitet wurde er von Ana Chumachenco, Heinrich Schiff, Christian Tetzlaff und Hansheinz Schneeberger. Bohren besuchte zahlreiche Meisterkurse, unter anderem bei Christoph Poppen, Shmuel Ashkenasi, Gerhard Schulz, Thomas Brandis, Giuliano Carmignola und Dmitri Sitkowetski.
Als Solist trat er mit zahlreichen Orchestern im In- und Ausland auf, so mit dem Orchestra della Svizzera Italiana unter Heinz Holliger, Luzerner Sinfonieorchester unter James Gaffigan und Michael Sanderling, dem Royal Liverpool Philharmonic unter Andrew Litton und Andrew Manze, dem Sinfonieorchester Basel unter Ivor Bolton, dem Zürcher Kammerorchester unter Muhai Tang, dem Kammerorchester Basel unter Heinz Holliger und Marc Minkowski, der Camerata Zürich unter Patrick Lange und Igor Karsko, dem Musikkollegium Winterthur unter Douglas Boyd, dem Münchner Kammerorchester unter Thierry Fischer, dem Romanian Chamber Orchestra unter Cristian Măcelaru, dem Göttinger Sinfonieorchester unter Christoph-Mathias Mueller, dem Orchestra di Padova e del Veneto, der Staatskapelle St. Petersburg unter Elim Chan, dem Georgischen Kammerorchester, den Festival Strings Lucerne, dem WKO Heilbronn unter Emmanuel Tjeknavorian, den CHAARTS Chamber Artists, der Philharmonie Bad Reichenhall, der Jungen Philharmonie München und bei Schweizer Radio- und Fernsehsendern. Bohren konzertierte in verschiedenen Ländern Europas, Asiens und Südamerikas und hat zahlreiche Uraufführungen gespielt. Er hat mit Dirigenten wie Heinrich Schiff, Nicolae Moldoveanu und Gabor Takacs-Nagy zusammengearbeitet. Zu seinen kammermusikalischen Partnern zählen Daniel Hope, Mayuko Kamio, Thomas Demenga, Roby Lakatos, Benjamin Schmid, Maximilian Hornung, Dmitri Sitkowetski, Christian Poltera, Danjulo Ishizaka, Sebastian Manz, José Gallardo, Orfeo Mandozzi, Dmitri Demiashkin und Alexander Zemtsov. Im Jahr 2015 war er Festival Artist beim Boswiler Sommer.
Sebastian Bohren war von 2013 bis 2020 Mitglied im Stradivari Quartett. Er leitet die Konzertreihe Stretta Concerts sowie das Brugg Festival. Er spielt eine Violine von Giovanni Battista Guadagnini ("Ex-Wannamaker-Hart", Parma 1767) aus Schweizer Privatbesitz.

## Auszeichnungen
Er ist Preisträger zahlreicher Wettbewerbe und Förderpreise und Stipendiat der Stiftung LYRA. 2007 gewann Sebastian Bohren den Förderpreis der Marguerite Meister Stiftung in Zürich. Im Juli 2011 gewann er den Curt Dienemann Musikpreis in Luzern, sowie ein Stipendium der Carl Hirschmann Stiftung. 2015 erhielt er ein Werkjahr des Aargauer Kuratoriums. 2022 erhielt er die Auszeichnung "Der Goldene Bogen", verliehen durch die Stiftung Schweizer Geigenbauschule.

## Diskografie
- 2012: mit der Jungen Münchner Philharmonie: Mozart Sinfonia Concertante (KV 364/320d), München: Zeitklänge[3]
- 2015: mit Orchestra del Padova e del Veneto: Pleyel, Violinkonzert (Sony Classical)
- 2016: mit den Chamber Artists: Beethovens Violinkonzert, Schumann Fantasie (RCA Red Seal)
- 2017: mit den Chamber Artists: Hartmann, Concerto funebre, Mendelssohn Violinkonzert d-moll, Schubert Rondo in A-Dur (RCA Red Seal)
- 2017: mit den Chamber Artists & Georgisches Kammerorchester: "Distant Light", Werke von Vasks & Kancheli (Sony Classical)
- 2018: J.S. Bach, Sonaten und Partiten BWV 1004-1006 (RCA Red Seal)
- 2018: mit der Camerata Zürich: Shostakovitch Violinsonate op.134 (arr. Zinman) (Sony Classical)
- 2019: mit dem Royal Liverpool Philharmonic & Andrew Litton: Mendelssohn & Britten Violin Concertos (RCA Red Seal)
- 2019: mit dem Georgischen Kammerorchester: Prokofiev Sonata op. 80, arr. violin, percussion and strings (Sony Classical)
- 2020: Mit den Chamber Artists & Gabor Takacs-Nagy: Mozart Violinkonzerte Nr. 3 & Nr. 5 (AVIE Records)
- 2021: Mit den Chamber Artists: "Folia" (AVIE Records)